# El espinazo del diablo
El espinazo del diablo és una pel·lícula hispano-mexicana dirigida per Guillermo del Toro i produïda per El Deseo, de los hermanos Almodóvar. Estrenada el 2001, la pel·lícula és la precursora d' El laberinto del fauno (2006).
La pel·lícula està situada a l'Espanya de 1939, l'últim any de la guerra civil espanyola. Del Toro la considera com la seva pel·lícula més personal.

## Sinopsi
Durant la guerra civil espanyola, l'orfenat de Saint Lucia serveix de refugi per a un grup de republicans que exerceixen de professors; com a Carmen (Marisa Paredes), la directora, o com Casares (Federico Luppi), Conchita (Irene Visedo) o també a Jacinto (Eduardo Noriega), el porter. Tot canvia quan un nen anomenat Carlos (Fernando Tielve) descobreix a un fantasma que el guiarà fins a descobrir un fosc desig i quan l'exèrcit franquista es dirigeix cap al lloc.

## Repartiment
- Fernando Tielve com Carlos, un orfe. És descrit per de el Toro en els comentaris del DVD com una força d'innocència. Originalment Tielve hi havia audicionat com a extra abans que del Toro decidís escollir-lo per al personatge principal. Aquesta va ser la seva primera pel·lícula. Tant Tielve, com el seu co-estrella Iñigo Garcés, van fer un cameo com a guerrillers a El laberinto del fauno.
- Íñigo Garcés com Jaime, el pinxo de l'orfenat que després es fa amic de Carlos.
- Eduardo Noriega com Jacinto, el porter.
- Marisa Paredes com Carmen, l'administradora de l'orfenat.
- Federico Luppi com el Dr. Casares, el doctor de l'orfenat.
- Junio Valverde com Santi, un orfe que es converteix en fantasma.
- Irene Visedo com Conchita, la promesa de Jacinto.

## Comentaris
La pel·lícula El espinazo del diablo és un drama de terror gòtic que endinsa a l'espectador en un món d'ombres i misteris en un orfenat espanyol dels temps de la guerra civil on un grup de nens i adults viuen d'amagat de l'exèrcit que executa cruelment als qui s'oposen al règim franquista i, com en tota la filmografia de Guillermo del Toro, se centra en temes sobrenaturals, un fantasma habita en un fossat d'aigua esperant fer justícia contra qui li ha llevat la vida, la trama cuida al màxim l'aspecte humà i històric de la història, les actuacions de nens i adults són de primer nivell i els efectes especials tenen el toc fi i especial entre el sobrenatural i l'humà dels personatges de De el Toro. Al final la culpa, els remordiments, el valor o la mesquinesa posen a cada personatge en el seu lloc i la història desenllaça en un final inesperat.
Com a dada excel·lent, citar que el historietista espanyol Carlos Giménez va realitzar el story board de diferents seqüències i va col·laborar en l'ambientació i decoració de diversos escenaris. De fet, la pel·lícula té molts punts en comú amb l'obra de Giménez Paracuellos, de la que Guillermo del Toro n'és admirador.

## Premis
XVI Premis Goya
| Categoria       | Persona                                                                               | Resultat |
| --------------- | ------------------------------------------------------------------------------------- | -------- |
| Millor vestuari | José Vico                                                                             | Candidat |
| Millor actor    | Reyes Abades Carmen Aguirre David Martí Alfonso Nieto Montse Ribé Emilio Ruiz del Río | Candidat |